# Zoraida lalokensis
Zoraida lalokensis är en insektsart som beskrevs av Frederick Arthur Godfrey Muir 1913. Zoraida lalokensis ingår i släktet Zoraida och familjen Derbidae. Inga underarter finns listade i Catalogue of Life.